# Апальков Олександр Володимирович
Олександр Володимирович Апальков (нар. 7 липня 1961, село Старовірівка, Нововодолазький район, Харківська область) — український письменник, перекладач. Член Спілки журналістів України.

## Життєпис
Народився в селі Старовірівка, Нововодолазького району, Харківської області. Закінчив Харківський державний інститут культури.
Олександр Апальков публікується з 1987 року в періодичних виданнях України, Росії, Німеччини, США. Зокрема в часописах «Радуга», «Київська Русь», «Літературний Чернігів», «Свобода», антологіях та альманахах. Пише українською, російською та німецькою мовою. Твори О. Апалькова також представлені в мережі інтернету. Автор працює в жанрі прозових оповідань, есеїстики, художнього перекладу.
Ним написано й видано першу на території ФРН книжку вибраних творів Т. Г. Шевченка в перекладах українських культуртрегерів початку XX століття. (Julian-Verlag 1994).
Живе у Каневі.
У 1995 році започаткував видавництво для молодих авторів та редагує міжнародний літературно-мистецький журнал «Склянка Часу*ZeitGlas».
Задуманий як мистецький місток між культурами трьох країн, журнал має стійке зростання. Регулярно виходить з 1995 року трьома мовами (українська, російська, німецька). Поряд із журналом видає літературний щоквартальний альманах «Скіфія».
Журнал — став набагато ширшим форумом, ніж спільнота творчих текстів, зведених під одну обкладинку зі всіх кінців України, Росії, Німеччини, Австрії, Польщі, США, та інших країн.
Літературні премії:
2018 р. - літературна премія імені Олекси Кобця,
2022 р. – Міжнародна літературно-мистецька премія імені Миколи Сингаївського.

## Твори
- «Два оповідання» (1998)
- «Нравы города Ка» (1998)
- «Не Боварі» (1999)
- «Deutsche Texte» (2000)
- «Львів-Луганськ-Біс» (2003)
- «Разложи танец» (2004)
- «Нотатки про дружбу» (2005)
- Sitten der Stadt Ka (2005)
- «Кизилови пропілеї» (2007)
- «Гришатин гріх» (2007)
- «Колючі дерева» (2012).
- «Нравы города Ка спустя 10 лет» (2014).
- «Право на дорогу» (2016). (Друге видання 2017)
- «Вечно» (2017).
- «Маша и Наташа» (2017).
- «Иродиада и зеркало революции» (2018).
- «Прогулка, свадьба и любовь» (2020)
- «Irodiada und der Spiegel der Revolution» (2020) (Kater Literaturverlag) BRD.
- «Дружба ± Фройндшафт» (2020)
- «Как издавать журнал и зачем писать книги» (2021)
- «Снятие» (2022)
- «Brief an einem deutschen Freund» (2023) Iris Kater Verlag BRD.
- «Зрозумілою і доступною мовою» (2024)
- «Останній тлумач» (2025)